# Erik Leuthäuser

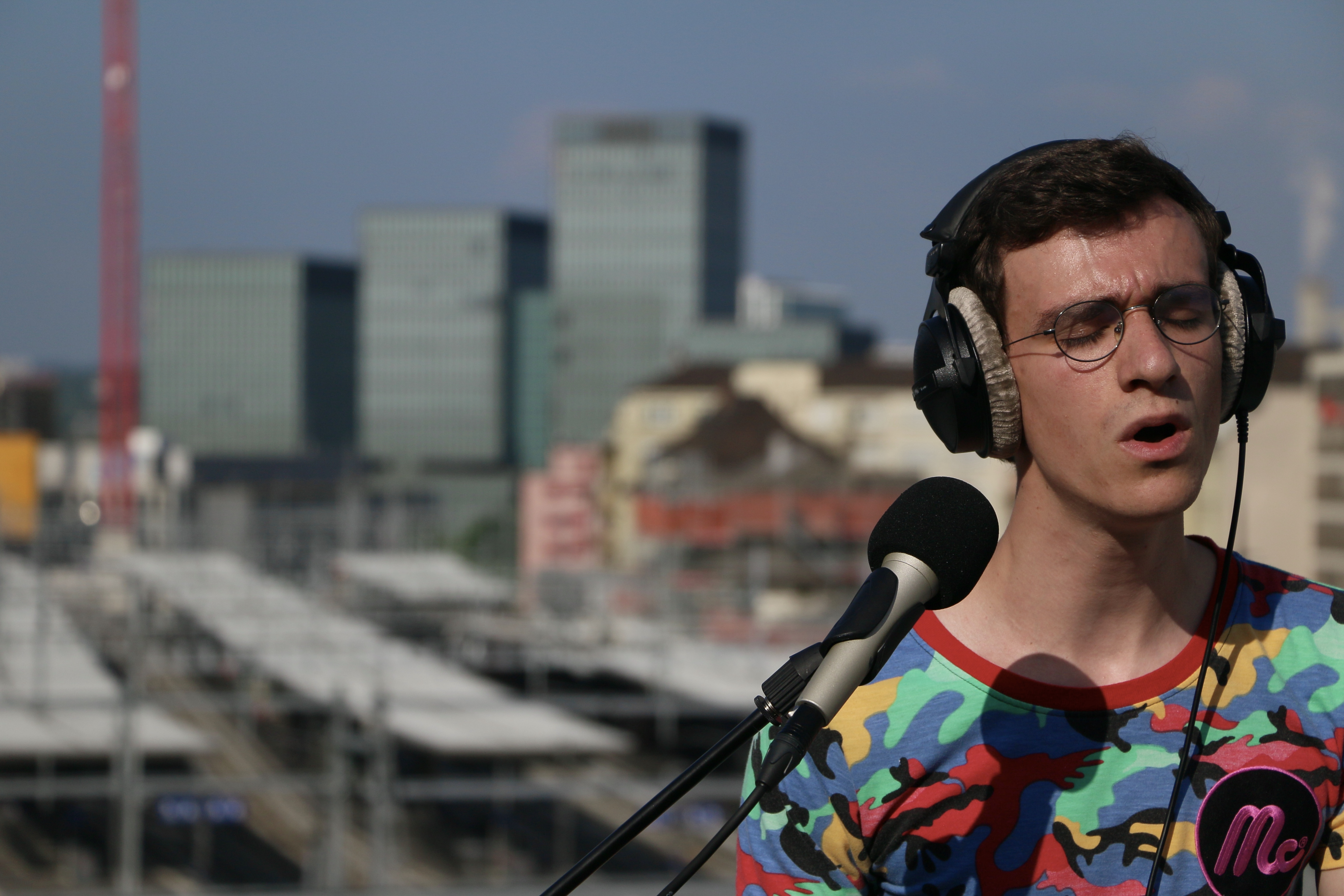
Erik Leuthäuser (2017)

Erik Leuthäuser (* 26. Juni 1996 in Freital) ist ein deutscher Jazzsänger und Komponist, der im Grenzbereich von Jazz und Experimental Pop arbeitet und dabei vermehrt die deutsche Sprache einsetzt. Die Jazzsängerin Esther Kaiser beschreibt ihn als „überaus begabten und originellen jungen Musiker, der den Begriff des Jazzsängers im eigentlichen Sinne wieder neu und frisch belebt.“

## Leben
Leuthäuser kam bereits in jungen Jahren durch seinen Vater, einen studierten Jazz-Gitarristen und Gitarrenlehrer, mit Jazz- und Popmusik in Berührung. Er sang in einer Schülerband, wurde am Klavier ausgebildet und besuchte das Sächsische Landesgymnasium für Musik Carl Maria von Weber, wo er u. a. von Céline Rudolph unterrichtet wurde. Nach dem Abitur begann mit dem Jazzgesangs-Studium in Weimar u. a. bei Michael Schiefel. 2015 wechselte er an das Jazz-Institut Berlin, wo Judy Niemack mit ihm arbeitete. Dort studierte Leuthäuser nach Bachelor-Abschluss in Jazzgesang auch einen Master in Komposition/Arrangement. Ein Erasmus-Aufenthalt in Helsinki fand 2017 statt.
Neben seiner Arbeit als Solo-Vokalist improvisiert er im Duo mit der lettischen Sängerin Arta Jēkabsone und ist Sänger der Band "Tryon" des amerikanischen Bassist Kellen Mills. Von 2014 bis 2016 war Leuthäuser einer der Sänger des Bundesjazzorchesters. Des Weiteren war er Mitglied der A-cappella-Band Wortart Ensemble, welche moderne deutsche Lyrik vertont und des Philipp Rumsch Ensembles, welches Elemente aus Minimal Music, elektronischer Musik, Pop sowie klassischer Musik mischt und mit dem Prinzip der Improvisation verbindet, Er war außerdem Background-Sänger u. a. für Quincy Jones, George Benson, Dee Dee Bridgewater und Jacob Collier.
Im Jahr 2015 erschien Leuthäusers Debütalbum; darauf sind u. a. seine eigenen deutschen Vocalese-Texte zu den Bebop-Kompositionen und den Soli bekannter Jazzmusiker wie Charlie Parker zu hören. Es wurde für die Quartalsbestenliste 1/2016 beim Preis der deutschen Schallplattenkritik nominiert.
Bei MPS Records veröffentlichte Leuthäuser 2018 sein zweites Studioalbum; auf diesem wird er begleitet u. a. von Kurt Rosenwinkel, Joey Baron und Greg Cohen. Darauf folgten 2020 und 2021 zwei Live-Alben im Duett mit Wolfgang Köhler und dem Repertoire von Irene Kral und Alan Broadbent bzw. Kent Carlson sowie 2022 ein weiteres Duo-Album mit Köhler und der Musik von Ronny Whyte, welches zu Leuthäusers Debütkonzert in New York im Juni 2022 führte.
Die Musik des Sängers ist inspiriert von der schwulen Subkultur Berlins. Er selbst ist offen schwul. Er veröffentlichte pornographische Videos auf der Plattform Onlyfans von 2021 bis Anfang 2025. Im April 2024 erschien Leuthäusers Konzeptalbum "Sucht", welches sich mit Abhängigkeit und speziell mit dem Thema Chemsex beschäftigt. Im Jahr 2025 folgte darauf eine Nominierung in der Kategorie "Vokal" beim Deutschen Jazzpreis.
Seit 2024 hält Leuthäuser einen Lehrauftrag im Fach Jazzgesang an der Hochschule Osnabrück.

## Preise und Auszeichnungen
- 2015: 2. Preis beim Pop- und Jazz-Gesangswettbewerb Finsterwalde
- 2016: 1. Preis des internationalen Jazz-Gesangswettbewerbs der „Riga Jazz Stage“ in Lettland
- 2016: 1. Preis des Jazz-Gesangswettbewerbs „Big Sky 2016“ in Moskau
- 2016: 2. Preis und Publikumspreis der Montreux Jazz Voice Competition
- 2017: 2. Preis des „Voicingers“-Gesangswettbewerbs in Polen
- 2018: 1. Preis der Ella Fitzgerald Jazz Vocal Competition in Washington D.C.[18]
- 2022: Preisträger beim 4. BuJazzO-Kompositionswettbewerb  in der Kategorie „Vokalensemble“[19]
- 2023: Sonderpreis der Jury beim Deutschen Jazzpreis als Teil der Queer Cheer Community for „Jazz“ and Improvised Music[20]
- 2024: Teilnahme am PopCamp[21]
- 2025: Nominierung in Kategorie "Vokal" beim Deutschen Jazzpreis[16]

## Diskografie (Auswahl)
- 2015: In the Land of Oo-Bla-Dee (Mons Records, mit Silke Krause, Lars Födisch bzw. trioKAIT: Kait Dunton/pno, Cooper Appelt/bass, Jake Reed/drums, sowie Malte Schiller, Bill Petry)
- 2018: Wünschen (MPS Records, mit Kurt Rosenwinkel, Daníel Friðrik Böðvarsson, Elias Stemeseder, Greg Cohen, Joey Baron und Earl Harvin)[22]
- 2018: Wortart Ensemble: Home Sweet Home – Songs vom Kommen, Gehen und Bleiben (Unit Records)
- 2018: Arta Jēkabsone & Erik Leuthäuser: Yesterday Still Lies Between the Floorboards (Unit Records)[23]
- 2020: In the Land of Irene Kral and Alan Broadbent: Live at A-Trane Berlin (Mons Records, mit Wolfgang Köhler sowie Judy Niemack)[24]
- 2021: In the Land of Kent Carlson: Live at A-Trane Berlin (Mons Records, mit Wolfgang Köhler)[9]
- 2022: In the Land of Ronny Whyte (Mons Records, mit Wolfgang Köhler)[10]
- 2022: Arta Jēkabsone & Erik Leuthäuser: Beachfinds (Irregular Patterns)[25]
- 2024: Sucht (Fun in the Church, u. a. mit Wanja Slavin, Julia Kadel, Bernhard Meyer, Andi Haberl, Fabiana Striffler)[26]